# タルホコムギ
タルホコムギ（樽穂小麦、学名: Aegilops tauschii）は、イネ科エギロプス属の一年生植物の一種である。中東原産の2倍体 (2n = 2x = 14) 植物であり、6倍体パンコムギ (Triticum aestivum) のDゲノムのドナーとしてコムギの遺伝学において重要である。
小穂が樽のような形状をしていることからこの名が付けられた。背丈は30〜40センチメートル、芒の除いた花序の長さは5〜7センチメートルで、9〜11個の小穂が付いている。
種小名のtauschiiは、植物学者イグナツ・フリードリッヒ・タウシュ（1785年 - 1849年）に因む。